# Tiokampen i Upplands Väsby
Tiokampen i Upplands Väsby är en ideell förening som bedriver en unik tävling som nästan bara finns i Upplands Väsby. Det är en tävling i tio deltävlingar av olika typer. Alla som bor i Upplands Väsby får delta från det år de fyller 10 t.o.m. det år de fyller 17. Tävlandet pågår från januari till oktober och följs av prisutdelning i november där alla som har fullföljt minst sju grenar under året får bronsmedalj och vinnaren i respektive tävlingsklass får en silvermedalj.
Lördagen den 25 augusti 2007 tilldelades Tiokampen i Upplands Väsby årets ”Våga va' dig själv”-stipendium. 

## Historia
Tiokampen började arrangeras 1961 av Väsby IK och lokaltidningen Upplands Väsby Nytt och år 2000 firade Tiokampen sitt 40-årsjubileum.  
Den första simtävlingen hölls i Sigtuna, eftersom det inte fanns någon simbassäng i Upplands Väsby. 
Till tävlingen transporterade man deltagarna med buss. 
Tiokampen började ta en allt fastare form som arrangemang och antalet funktionärer blev allt fler. I början av 1967 beslutades att bilda en egen tiokampsförening, Tiokampen i Upplands Väsby.

## Deltävlingar
De tävlande är indelade i fyra olika åldersklasser, A, B, C, D, där A är den klass där de äldsta tävlar. Tiokampens olika grenar har förändrats med tiden men idag är det de följande tio grenarna som man tävlar i: 
- Skridskor, inomhus i ishallen.
- Bollsport, sex olika grenar: basket, bangolf, boule, fotboll, handboll och innebandy.
- Frågesport, 40 tipsfrågor.
- Orientering, banans längd varierar mellan 2,5 och 4,0 km beroende på åldersgrupp.
- Terränglöppning, ca 2 km.
- Längdhopp
- Kast, kulstötning eller kast med liten boll.
- Löpning, grupp A och B springer 100 m, grupp C spring 80 m, medan grupp D springer 60 m.
- Cykling, ca 3,5km.
- Simning, Grupp A och B: 50 m. Grupp C och D: 25 m. Valfritt start- och simsätt.

## Prisutdelning
Prisutdelningen sker i Vilundagymnasiets aula, där alla som deltagit i minst sju grenar får medalj och pris.
Varje år så har man en framstående idrottare som prisutdelare. Före prisutdelningen brukar man inte avslöja vem som är prisutdelare, utan det blir en överraskning.
Prisutdelare:
- 1961, Henry Eriksson, friidrott
- 1964, Ann Christina Hagberg, simning
- 1967, Anders Gärderud, friidrott
- 1972, Janne Stefansson, skidor
- 1981, Bengt Lindberg[vem?] och Lennart Dahlgren, kraftsport
- 1986, Magnus Härenstam, frågesport
- 1989, Ronnie Hellström, fotboll
- 1990, Marie Svahn, skidor
- 2000, Stefan Holm, friidrott
- 2005, Josefin Lillhage, simning

## Tiokampens medarrangörer
- Väsby SS
- Väsby OK
- Väsby IK Friidrott
- Bollstanäs SK